# Metriopelma familiare
Metriopelma familiare là một loài nhện trong họ Theraphosidae.
Loài này thuộc chi Metriopelma. Metriopelma familiare được Eugène Simon miêu tả năm 1889.